# Fuentes Calientes (kommunhuvudort)
Fuentes Calientes är en kommunhuvudort i Spanien.   Den ligger i provinsen Provincia de Teruel och regionen Aragonien, i den östra delen av landet, 230 km öster om huvudstaden Madrid. Fuentes Calientes ligger 1 252 meter över havet och antalet invånare är 132.
Terrängen runt Fuentes Calientes är kuperad åt sydost, men åt nordväst är den platt. Runt Fuentes Calientes är det mycket glesbefolkat, med 2 invånare per kvadratkilometer. Närmaste större samhälle är Utrillas, 16,1 km nordost om Fuentes Calientes. Trakten runt Fuentes Calientes består till största delen av jordbruksmark.